# Festa di Opet
La festa di Opet era una ricorrenza sacra dedicata ad Amon, dio ariete di Tebe.
La festa iniziò ad essere celebrata durante il Nuovo Regno (1558 a.C.).

## Processione
In questa festa, la triade tebana, composta dalle statue di Amon, la sposa Mut ed il figlio Khonsu, usciva dal tempio di Karnak e veniva portata nella cappella del Sud del grande tempio di Luxor costruito principalmente per la celebrazione di questa ricorrenza.
Gli Egizi avevano due tipologie di feste, quelle definite "astronomiche", cioè legate agli astri e quelle  "dei tempi dell'anno" legate alle stagioni ed alle quali apparteneva la festa di Opet.

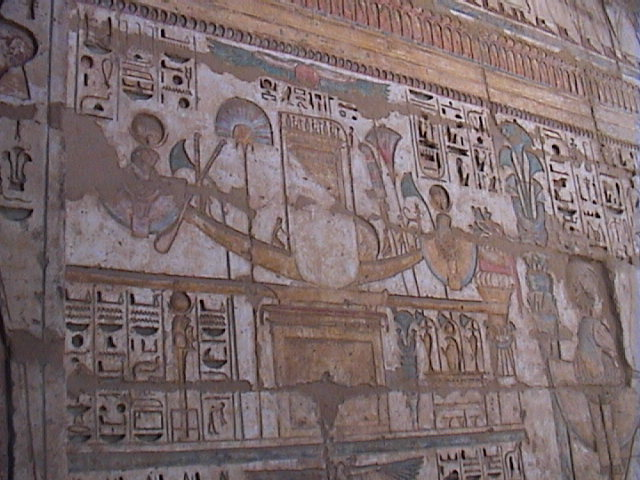
Barca sacra di Khonsu

Questo nome derivava da  "Ipt-rst"  
| M17 | Q3 · X1 | O45 |

 antico nome di Luxor e dove nel grande colonnato del tempio, la festa era raffigurata in splendidi rilievi che ne hanno consentito di ricostruire ogni sua fase.
Questa festa, come tutte le altre in genere, era molto importante perché il popolo non aveva accesso alle cerimonie, non poteva oltrepassare il primo pilone del tempio e quindi poteva adorare le divinità solo quando le statue sacre uscivano all'esterno dove venivano consultate come oracoli le cui risposte scaturivano dall'oscillazione che esse avevano.
La festa, che in origine durava 11 giorni, ma che durante il Nuovo Regno arrivò a durarne 27, iniziava il XV giorno del secondo mese, chiamato paofi, della stagione dell'inondazione, chiamata akhet e che corrispondeva al nostro mese di settembre quando la piena del Nilo raggiungeva l'apice per poter effettuare, con la barca sacra il tragitto, che originariamente era effettuato via terra.
Il sovrano ed i sacerdoti partendo dall'Akh-Menu di Karnak si recavano nel sacrario dove le tre statue della triade erano poste ciascuna sulla propria barca-sacrario, addobbata con insegne regali e flabelli processionali e alle quali si aggiungeva la barca reale del sovrano.
Dopo i riti di purificazione, officiati dal sovrano stesso, si formava un corteo ed i simulacri delle barche uscivano dopo il sovrano, portate in spalla dai sacerdoti attraverso la grande porta dell'Ovest.
Le barche sacre, precedute dai sacerdoti che purificavano il suolo e l'aria con incenso agitando i flabelli per allontanare magie infauste, lentamente giungevano al pontile e venivano collocate sulla grande barca fluviale di Amon chiamata userhat provvista di remi e idonea alla navigazione fluviale. Mentre il corteo delle barche raggiungeva il tempio di Luxor, chiamato anche  "Harem di Amon", lungo la riva si avviava la processione formata dall'esercito, danzatori nubiani che suonavano i tamburi, sacerdotesse che agitavano i sistri e dal popolo plaudente che cantava per rallegrare gli dei.
Gli dei dovevano ricevere offerte e lungo il tragitto, tra Karnak e Luxor, vi erano mattatoi e tempietti votivi.
Le barche sacre giunte a destinazione sparivano agli occhi della folla mentre le statue venivano deposte nel naos ed il re, purificato con i riti, prendeva importanti decisioni riguardanti il governo del suo regno traendo ispirazione sia dalla triade che dagli oracoli. 
Dopo le offerte sacrificali di ringraziamento, il re raggiungeva la  "Camera della nascita"  ove si rinnovava il "mistero del concepimento divino". Questa cerimonia consisteva nel rigenerare il ka del sovrano per legittimarlo a governare e con riti magici si rievocava come la madre avesse sposato il dio Amon-Ra, trasformato in Amon-Min, dio della fertilità, al fine di generare un infante contemporaneamente divino e reale nella persona del re medesimo. Questi, alla fine della cerimonia usciva dal tempio per ritornare a Karnak, riconfermato nella sua origine divina e adorno di gloria immortale.

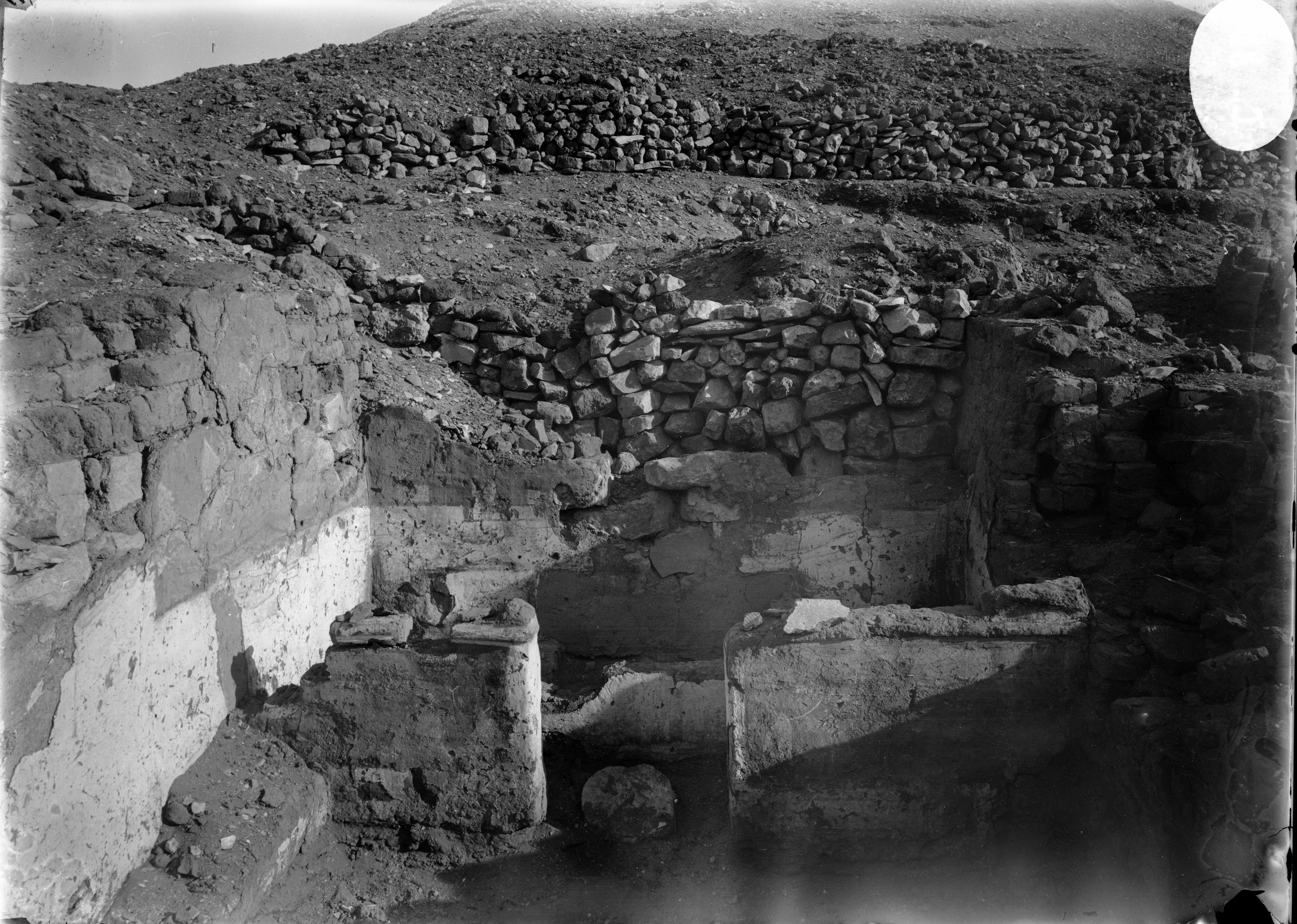
Cappella della festa di Opet a Deir el-Medina, 1905-1909